# Aleksandar Prijović
Aleksandar Prijović (ur. 21 kwietnia 1990 w St. Gallen) – serbski piłkarz występujący na pozycji napastnika. W latach 2017–2019 reprezentant Serbii. Uczestnik Mistrzostw Świata 2018. Król strzelców ligi greckiej 2018. Uczestnik Ligi Mistrzów 2016/2017.

## Kariera klubowa
Prijović pochodzi z rodziny serbskich imigrantów. Jego ojciec, Milenko, pochodzi z miasta Priboj, leżącego niedaleko granicy z Czarnogórą. Mama, Mirjana, z małej wsi z Bośni. Poznali się już w Szwajcarii. O swoich serbskich korzeniach powiedział: "Odwiedziłeś kiedyś tę wioskę? - Tak. Kiedy jeszcze żyli moi dziadkowie, jeździliśmy do nich co roku. Przekonałem się wtedy, jak wyglądają rejony, z których wywodzi się moja rodzina. Po kilku godzinach ciśnienie rozsadzało mi głowę, bo znajdowaliśmy się w wysokich górach. Jak już wspominałem, do tej wioski nie jest łatwo się dostać. Ostatnie dwa - trzy kilometry trzeba pokonać pieszo po różnych skałach, bo nie da się wjechać tam samochodem. To miejsce robi wrażenie, szczególnie, gdy przybywasz tam z takiego kraju jak Szwajcaria, gdzie wszystko odbywa się wedle ściśle określonego porządku." Dorastał w miejscowości Rorschach, gdzie była spora społeczność serbska. Mówi w kilku językach, oprócz serbskiego i angielskiego, po włosku, francusku i  niemiecku. O życiu w Szwajcarii i grze w piłkę nożną powiedział: "Szwajcaria okazała się rajem dla ludzi z Bałkanów. To proste. Uchodźcy nie boją się ciężkiej pracy, pracują na zmiany, biorą najcięższe zajęcia. Dzieci muszą sobie jakoś radzić, a że nie ma pieniędzy, to nie ma tez komputerów i tak dalej - opowiada. - Dzieci idą grać w piłkę i zapominają o wszystkim. Nie ma znaczenia czy grasz na trawie czy na piachu czy jeszcze gdzieś indziej, w Barcelonie czy na podwórku. Po prostu grasz i jesteś szczęśliwy. I tak jest cały czas. Dotykam piłki i jestem stracony. Jak duże dziecko." Wychowanek Parmy Calcio 1913, w swojej karierze grał także w takich zespołach jak Derby County, Yeovil Town, Northampton Town, FC Sion, Lausanne Sports, Tromsø IL, Djurgårdens IF, Boluspor, Legia Warszawa, PAOK FC, Ittihad FC i Western United FC.
W lutym 2008 r. wystąpił w rozgrywanym we Włoszech, największym młodzieżowym turnieju piłkarskim na świecie Torneo di Viareggio, reprezentując barwy Parmy Primavera w meczach przeciwko UC Sampdoria U19 oraz Club Guaraní U20. 27 kwietnia 2008 r. wystąpił w meczu Serie A Reggina 1914 - Parma FC, zmieniając w 83 minucie meczu Cristiano Lucarelliego.
29 maja 2011 r. wystąpił w meczu finałowym Pucharu Szwajcarii, wygranym przez FC Sion 2:0. 9 lipca 2011 r. zdobył bramkę w meczu towarzyskim przeciwko Paris Saint-Germain, wygranym przez FC Sion 3:2.
W 2013 roku wystąpił w rozgrywanym w Hiszpanii turnieju Copa del Sol. 30 stycznia zdobył bramkę dla Tromsø IL w meczu grupowym przeciwko Widzewowi Łódź.
W 2015 r. wystąpił w 6 meczach fazy grupowej Ligi Europy, zdobywając bramki w spotkaniach przeciwko FC Midtjylland oraz Napoli. Trafienie Prijović zaliczył również w meczu II rundy kwalifikacyjnej z FC Botoșani. Był to jego trzeci mecz dla Legii. 2 maja 2016 r. zdobył dla warszawskiego klubu zwycięską bramkę w meczu finałowym Pucharu Polski. 17 sierpnia 2016 r. zdobył bramkę w rundzie play-off Ligi Mistrzów, przyczyniając się do awansu polskiego klubu do fazy grupowej rozgrywek. 2 listopada 2016 w meczu 4. kolejki fazy grupowej Ligi Mistrzów zaliczył asystę przy trafieniu Thibault Moulin w meczu przeciwko Realowi Madryt. Bramka ta dała Legii prowadzenie 3 do 2. Mecz zakończył się remisem 3:3. 22 listopada 2016 w meczu 5. kolejki fazy grupowej Ligi Mistrzów przeciwko Borussii Dortmund (4:8) strzelił dwie bramki dla warszawskiej drużyny (na 1:0 i 2:3). Jest trzecim piłkarzem, po Leszku Piszu i Jacku Dembińskim, który strzelił dwie bramki w jednym meczu dla polskiej drużyny w fazie grupowej Ligi Mistrzów. 7 grudnia 2016 również zaliczył asystę przy trafieniu Guilherme Costa Marques w meczu przeciwko Sportingowi Lizbona. Bramka ta zapewniła Legii zwycięstwo i trzecie miejsce w grupie. Dla Prijovica był to ostatni występ w barwach stołecznego klubu.
W 2018 r., będąc zawodnikiem PAOK FC, wystąpił w 6 meczach fazy grupowej Ligi Europy, m.in. przeciwko Chelsea F.C.
27 września 2023 r. rozwiązał kontrakt z Western United za porozumieniem stron. W trakcie dwóch sezonów spędzonych w zespole z przedmieść Melbourne strzelił 18 goli i zanotował siedem asyst w 43 spotkaniach. W rozgrywkach 2021/2022 wywalczył z nim mistrzostwo Australii, zdobywając cztery bramki w turnieju finałowym A-League. Zajmuje drugie miejsce w klasyfikacji najskuteczniejszych zawodników w historii klubu istniejącego od 2018 roku. Ostatni występ dla Western United zaliczył 22 kwietnia 2023 r. przeciwko Melbourne City FC (1:3). W 58 minucie spotkania zmienił go Noah Botic.

## Statystyki kariery klubowej
(aktualne na dzień 4 listopada 2023)
| Klub                    | Sezon              | Liga                  | Liga | Liga | Puchar kraju | Puchar kraju | Europa | Europa | Inne | Inne | Suma | Suma |
| Klub                    | Sezon              | Liga                  | M    | B    | M            | B            | M      | B      | M    | B    | M    | B    |
| ----------------------- | ------------------ | --------------------- | ---- | ---- | ------------ | ------------ | ------ | ------ | ---- | ---- | ---- | ---- |
| Parma Calcio 1913       | 2007/08            | Serie A               | 1    | 0    | 0            | 0            | –      | –      | –    | –    | 1    | 0    |
| Parma Primavera         | 2007/08            | Primavera A           | 10   | 1    | 0            | 0            | 0      | 0      | 2    | 0    | 12   | 1    |
| Derby County            | 2008/09            | Championship          | 0    | 0    | 0            | 0            | –      | –      | –    | –    | 0    | 0    |
| Yeovil Town (wyp.)      | 2008/09            | League One            | 4    | 0    | 0            | 0            | –      | –      | –    | –    | 4    | 0    |
| Northampton Town (wyp.) | 2008/09            | League One            | 10   | 2    | 0            | 0            | –      | –      | –    | –    | 10   | 2    |
| Derby County            | 2009/10            | Championship          | 0    | 0    | 0            | 0            | –      | –      | –    | –    | 0    | 0    |
| FC Sion                 | 2009/10            | Swiss Super League    | 10   | 0    | 0            | 0            | 0      | 0      | –    | –    | 10   | 0    |
| FC Sion                 | 2010/11            | Swiss Super League    | 25   | 6    | 4            | 1            | –      | –      | –    | –    | 28   | 7    |
| FC Sion                 | 2011/12            | Swiss Super League    | 6    | 0    | 0            | 0            | 1      | 0      | –    | –    | 7    | 0    |
| Sion U21                | 2009/10            | 1. Liga               | 2    | 2    | 0            | 0            | 0      | 0      | 0    | 0    | 2    | 2    |
| Sion U21                | 2010/11            | 1. Liga               | 1    | 0    | 0            | 0            | 0      | 0      | 0    | 0    | 1    | 0    |
| Sion U21                | 2011/12            | 1. Liga               | 1    | 1    | 0            | 0            | 0      | 0      | 0    | 0    | 1    | 1    |
| Lausanne Sports (wyp.)  | 2011/12            | Swiss Super League    | 10   | 0    | 2            | 1            | –      | –      | –    | –    | 12   | 1    |
| Tromsø IL (wyp.)        | 2012               | Tippeligaen           | 13   | 3    | 3            | 0            | 3      | 2      | –    | –    | 19   | 5    |
| Tromsø IL (wyp.)        | 2013               | Tippeligaen           | 13   | 1    | 3            | 4            | 2      | 0      | –    | –    | 18   | 5    |
| Djurgårdens IF          | 2013               | Allsvenskan           | 10   | 5    | 1            | 0            | –      | –      | –    | –    | 11   | 5    |
| Djurgårdens IF          | 2014               | Allsvenskan           | 17   | 5    | 2            | 0            | –      | –      | –    | –    | 19   | 5    |
| Djurgården IF U21       | 2014               | U21 Allsvenskan Norra | 2    | 1    | 0            | 0            | 0      | 0      | 0    | 0    | 2    | 1    |
| Boluspor                | 2014/15            | TFF 1. Lig            | 31   | 16   | 0            | 0            | –      | –      | –    | –    | 31   | 16   |
| Legia Warszawa          | 2015/16            | Ekstraklasa           | 30   | 8    | 6            | 5            | 11     | 3      | –    | –    | 47   | 16   |
| Legia Warszawa          | 2016/17            | Ekstraklasa           | 14   | 5    | 1            | 0            | 9      | 3      | 1    | 0    | 25   | 8    |
| PAOK FC                 | 2016/17            | Superleague Ellada    | 15   | 7    | 5            | 3            | –      | –      | –    | –    | 20   | 10   |
| PAOK FC                 | 2017/18            | Superleague Ellada    | 27   | 19   | 8            | 6            | 4      | 2      | –    | –    | 39   | 27   |
| PAOK FC                 | 2018/19            | Superleague Ellada    | 13   | 9    | 2            | 3            | 12     | 6      | –    | –    | 27   | 18   |
| Ittihad FC              | 2018/19            | I liga                | 11   | 7    | 4            | 4            | –      | –      | –    | –    | 15   | 11   |
| Ittihad FC              | 2019/20            | I liga                | 10   | 1    | 3            | 1            | -      | -      | -    | -    | 13   | 2    |
| Ittihad FC              | 2020/21            | I liga                | 28   | 7    | 2            | 2            | -      | -      | -    | -    | 30   | 9    |
| Western United FC       | 2021/22            | A-League              | 27   | 13   | 1            | 1            | -      | -      | -    | -    | 27   | 13   |
| Western United FC       | 2022/23            | A-League              | 16   | 5    | -            | -            | -      | -      | -    | -    | 16   | 5    |
| Ogólnie w karierze      | Ogólnie w karierze | Ogólnie w karierze    | 357  | 124  | 47           | 31           | 42     | 16     | 3    | 0    | 449  | 171  |

## Statystyki kariery reprezentacyjnej
(aktualne na dzień 4 listopada 2023)
| Reprezentacja   | Rok     | Mecze | Bramki |
| --------------- | ------- | ----- | ------ |
| Serbia U-17     | Ogólnie | 5     | 2      |
| Serbia U-18     | Ogólnie | 3     | 0      |
| Serbia U-19     | Ogólnie | 8     | 3      |
| Szwajcaria U-20 | 2010    | 2     | 1      |
| Szwajcaria U-20 | Ogólnie | 2     | 1      |
| Szwajcaria U-21 | 2011    | 2     | 0      |
| Szwajcaria U-21 | Ogólnie | 2     | 0      |
| Serbia          | Ogólnie | 13    | 2      |

| Mecze i gole w reprezentacji | Mecze i gole w reprezentacji | Mecze i gole w reprezentacji | Mecze i gole w reprezentacji | Mecze i gole w reprezentacji | Mecze i gole w reprezentacji | Mecze i gole w reprezentacji |
| Szwajcaria U-20              | Szwajcaria U-20              | Szwajcaria U-20              | Szwajcaria U-20              | Szwajcaria U-20              | Szwajcaria U-20              | Szwajcaria U-20              |
| Lp.                          | Data                         | Miejsce                      | Przeciwnik                   | Gol                          | Wynik                        | Rozgrywki                    |
| ---------------------------- | ---------------------------- | ---------------------------- | ---------------------------- | ---------------------------- | ---------------------------- | ---------------------------- |
| 1.                           | 28.04.2010                   | Fryburg, Szwajcaria          | Włochy U-20                  | Gol                          | 2:3                          | towarzyski                   |
| 2.                           | 06.09.2010                   | Szafuza, Szwajcaria          | Niemcy U-20                  |                              | 2:3                          | towarzyski                   |
| Szwajcaria U-21              |                              |                              |                              |                              |                              |                              |
| Lp.                          | Data                         | Miejsce                      | Przeciwnik                   | Gol                          | Wynik                        | Rozgrywki                    |
| 1.                           | 10.08.2011                   | Varese, Włochy               | Włochy U-21                  |                              | 1:1                          | towarzyski                   |
| 2.                           | 01.09.2011                   | Tallinn, Estonia             | Estonia U-21                 |                              | 0:0                          | el. ME U-21 2013             |

9 października 2017 r. w meczu eliminacji MŚ 2018 przeciwko Gruzji zdobył bramkę zapewniającą Serbii awans na turniej finałowy po ośmiu latach przerwy. 17 czerwca 2018 r. wystąpił w meczu fazy grupowej Mistrzostw Świata przeciwko reprezentacji Kostaryki.

## Sukcesy

### FC Sion
- Puchar Szwajcarii: 2010/2011

### Legia Warszawa
- Mistrzostwo Polski: 2015/2016, 2016/2017
- Puchar Polski: 2015/2016

### PAOK Saloniki
- Puchar Grecji: 2016/2017, 2017/2018

### Western United
- Mistrzostwo Australii: 2021/2022

### Indywidualne
- Król strzelców Superleague Ellada: 2017/2018 (19 goli)